# Vorchdorf
Vorchdorf osztrák mezőváros Felső-Ausztria Gmundeni járásában. 2018 januárjában 7475 lakosa volt.

## Elhelyezkedése

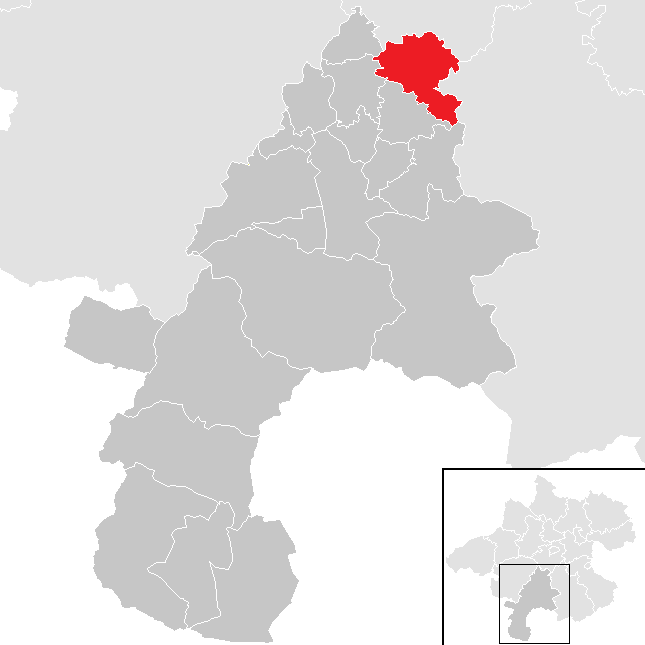
Vorchdorf a Gmundeni járásban

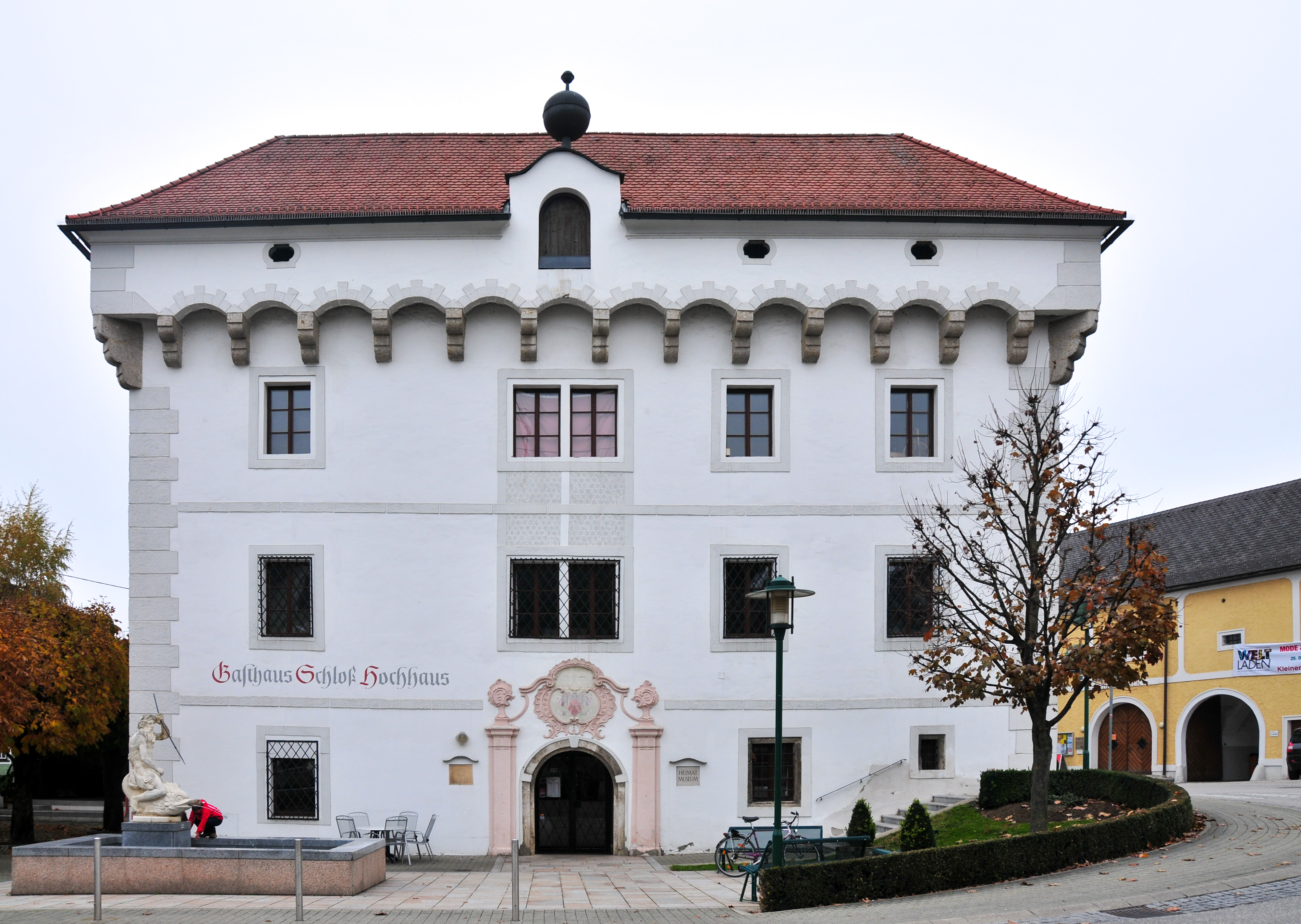
A Hochhaus-kastély

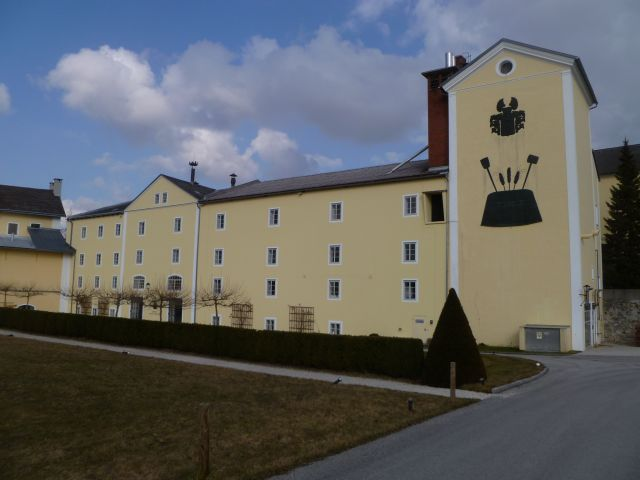
Az eggenbergi kastély

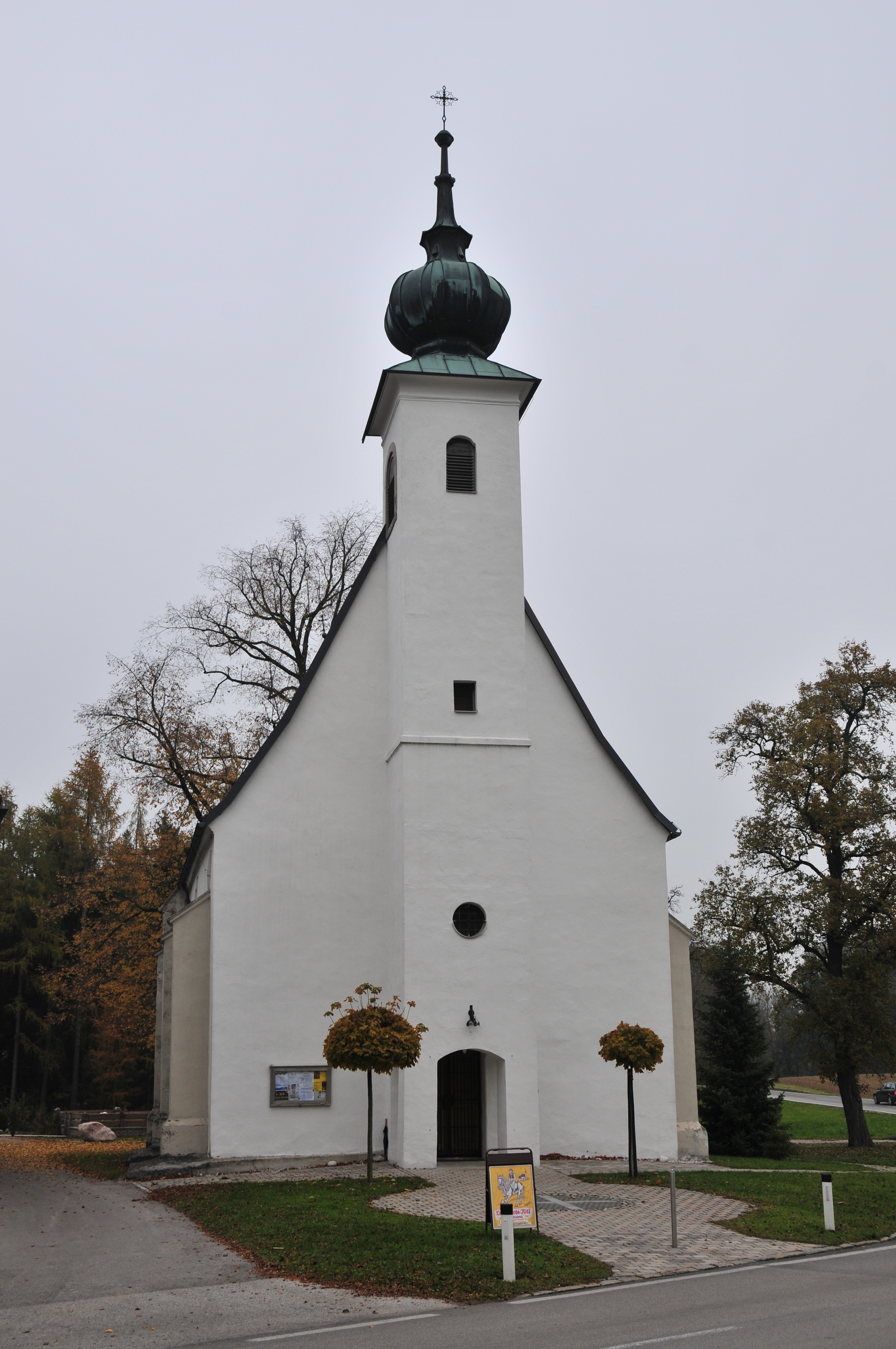
Az einsiedlingi Szt. Bertalan-templom

Vorchdorf Felső-Ausztria Traunviertel régiójában fekszik a Laudach folyó mentén. Egyéb fontos folyóvizei még az Alm és a Dürre Laudach, amely itt torkollik a Laudachba. Legmagasabb pontja 640 m-es. Területének 17,2%-a erdő, 71,8% áll mezőgazdasági művelés alatt. Az önkormányzat 27 falut és településrészt egyesít: Adlhaming (181 lakos 2018-ban), Aggsbach (45), Albenedt (112), Berg (67), Eggenberg (267), Eichham (179), Einsiedling (307), Falkenohren (176), Feldham (367), Fischböckau (707), Heitzing (50), Hötzelsdorf (63), Lederau (434), Moos (144), Mühltal (536), Oberhörbach (63), Pappelleiten (85), Peintal (117), Point (42), Radhaming (35), Schart (90), Seyrkam (125), Theuerwang (86), Unterhörbach (93), Ursprung (11), Vorchdorf (2795) és Weidach (124).
A környező önkormányzatok: délre Scharnstein, délnyugatra Kirchham, nyugatra Laakirchen, északnyugatra Roitham am Traunfall, északra Bad Wimsbach-Neydharting és Steinerkirchen an der Traun, északkeletre Eberstalzell, délkeletre Pettenbach. 

## Története
Vorchdorf területe már az újkőkorban is lakott volt. Eredetileg a Bajor Hercegség keleti határvidékén feküdt, a 12. században került át Ausztriához. Az Osztrák Hercegség 1490-es felosztásakor az Enns fölötti Ausztria része lett. 
A napóleoni háborúk során több alkalommal megszállták.
A köztársaság 1918-as megalakulásakor Vorchdorfot Felső-Ausztria tartományhoz sorolták. Miután Ausztria 1938-ban csatlakozott a Német Birodalomhoz, az Oberdonaui gau része lett; a második világháború után visszakerült Felső-Ausztriához. 1982-ben önkormányzatát mezővárosi rangra emelték.  

## Lakosság
A vorchdorfi önkormányzat területén 2018 januárjában 7475 fő élt. A lakosságszám 1869 óta gyarapodó tendenciát mutat. 2016-ban a helybeliek 91,7%-a volt osztrák állampolgár; a külföldiek közül 1,2% a régi (2004 előtti), 1,9% az új EU-tagállamokból érkezett. 4,1% a volt Jugoszlávia (Szlovénia és Horvátország nélkül) vagy Törökország, 1% egyéb országok polgára. 2001-ben a lakosok 80,5%-a római katolikusnak, 6,6% evangélikusnak, 2,4% ortodoxnak, 6% mohamedánnak, 3,6% pedig felekezeten kívülinek vallotta magát. Ugyanekkor 7 magyar élt a mezővárosban. A legnagyobb nemzetiségi csoportokat a német (91,1%) mellett a törökök (4,6%) és a szerbek (2,2%) alkották.
| 2016 | 7 398 |
| 2018 | 7 475 |

## Látnivalók
- az eggenbergi kastély az Eggenberger Sörgyár tulajdona
- a reneszánsz Hochhaus-kastélyban kapott helyet a helytörténeti múzeum
- a volt theurwangi kastély (ma szálloda)
- a Mária mennybevétele-plébániatemplom
- az einsiedlingi templom
- a peintali motorkerékpármúzeum

## Fordítás
- Ez a szócikk részben vagy egészben  a   Vorchdorf című német Wikipédia-szócikk ezen változatának fordításán alapul.  Az eredeti cikk szerkesztőit annak laptörténete sorolja fel. Ez a jelzés csupán a megfogalmazás eredetét és a szerzői jogokat jelzi, nem szolgál a cikkben szereplő információk forrásmegjelöléseként.